# USS Houston (CA-30)
L'USS Houston (codice e numero d'identificazione CA-30) fu un incrociatore pesante della United States Navy, appartenente alla classe Northampton e così nominato dall'omonima città in Texas. Impostato nel maggio 1928 e varato nel 1929 come incrociatore leggero (CL-30), fu riclassificato pesante nel luglio 1931 in seguito alla stipula del trattato navale di Londra.
Dopo il viaggio di collaudo passò il canale di Panama ed entrò nell'United States Asiatic Fleet di base nelle Filippine, dalle quali partì nel 1932 per proteggere gli interessi statunitensi minacciati dalla breve guerra scoppiata tra l'Impero giapponese e la Cina in gennaio. All'inizio del 1934 rientrò a Pearl Harbor dove s'aggregò alla Flotta del Pacifico, poi in estate portò il presidente Franklin Delano Roosevelt in una crociera che dai Caraibi si concluse a Portland. L'incrociatore funse altre volte da nave presidenziale, nel dettaglio nell'ottobre 1935, nel 1938 e ancora nel gennaio 1939 in occasione di una esercitazione combinata della marina statunitense nell'oceano Atlantico; nel 1937 inoltre presenziò all'inaugurazione del Golden Gate Bridge. Dopo approfondite revisioni durate per buona parte del 1939 si ancorò a Pearl Harbor, da dove partì alla fine del 1940 per tornare in seno all'Asiatic Fleet. La mattina dell'8 dicembre 1941 sfuggì per poche ore alle devastanti incursioni giapponesi che colpirono l'arcipelago in contemporanea all'attacco di Pearl Harbor. L'ammiraglio Thomas C. Hart, comandante in capo della flotta, lasciò le Filippine con tutte le navi e raggiunse prima Darwin in Australia, poi si unì alle forze anglo-olandesi che si preparavano a combattere i convogli d'invasione nipponici nelle Indie orientali olandesi.
Danneggiato da un attacco aereo nel gennaio 1942, lo Houston entrò in contatto con le navi da guerra giapponesi solo il 27 febbraio durante la battaglia del Mare di Giava che si concluse con un esito disastroso per gli Alleati. Ricevette ordine di ripiegare nel porto di Tjilatjap sulla costa meridionale di Giava ma fu individuato e affondato da numerose unità nipponiche nella notte tra il 28 e il 1º marzo; i circa 370 sopravvissuti dell'equipaggio furono quasi tutti catturati e vissero una lunga prigionia per il resto della seconda guerra mondiale.

## Servizio operativo

### Costruzione
L'incrociatore pesante Houston, seconda unità a portare questo nome nella United States Navy, fu impostato il 1º maggio 1928 e varato il 7 settembre 1929 dal cantiere Northrop Grumman Shipbuilding Newport News di Newport News, in Virginia. La cerimonia del varo fu tenuta dalla signora Elizabeth Holcomb, figlia del sindaco della città di Houston, e la nave fu immessa in servizio il 17 giugno 1930 come incrociatore leggero (CL-30). Fu posto agli ordini del capitano Jesse Bishop Gay ed ebbe l'indicativo di chiamata in alfabeto fonetico "November-India-Quebec-Foxtrot", valido per le comunicazioni radio.

### Anni 1930

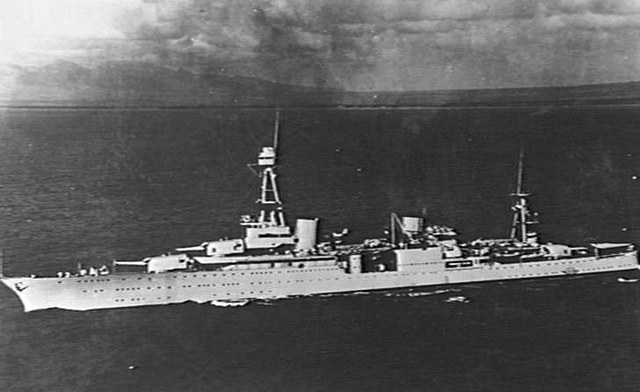
Lo Houston ripreso in una delle sue prime crociere dopo il varo

Lo Houston completò la crociera di collaudo e addestramento nell'oceano Atlantico e tornò negli Stati Uniti nell'ottobre 1930, per visitare la città cui doveva il proprio nome; quindi fece rotta a nord e s'unì alla flotta ancorata a Hampton Roads dove, il 18 novembre, il comando passò al capitano Robert Alden Dawes. L'incrociatore partì alla volta di New York ma vi rimase poco, poiché il 10 gennaio 1931 salpò per raggiungere l'oceano Pacifico: nel viaggio fece tappa nella zona del canale di Panama e alle isole Hawaii, arrivando infine a Manila il 22 febbraio. Divenne la nave ammiraglia dell'United States Asiatic Fleet, con la quale rimase per un anno e condusse esercitazioni. Il 1º luglio fu riclassificato incrociatore pesante in base al trattato navale di Londra dell'aprile 1930, che stabiliva nuovi parametri di categorizzazione per le navi da guerra in base al calibro della batteria principale. Il 18 gennaio 1932 scoppiò un breve conflitto tra la frammentata Repubblica nazionale cinese e l'Impero giapponese; il 31 gennaio l'incrociatore salpò e giunse a Shanghai dove sbarcarono alcuni plotoni appartenenti sia al Corpo dei Marine, sia alla Marina per salvaguardare le proprietà e i cittadini statunitensi. La nave si ancorò in zona e si allontanò solo in due occasioni: a marzo per una breve crociera verso le Filippine e poi nel maggio 1933 per una visita diplomatica in Giappone; fu infine rilevato dall'incrociatore pesante USS Augusta nel novembre 1933. Nel frattempo, il 1º gennaio 1933 il capitano Dawes aveva ceduto il comando al pari grado William Baggaley.
Lo Houston fece rotta a est e a San Francisco, California si congiunse alla Scouting Force di incrociatori dipendente dall'United States Pacific Fleet. Passato il 5 giugno al comando del retroammiraglio Walter Brown Woodson, tornò sulla costa orientale e il 1º luglio 1934 accolse a bordo il presidente Franklin Delano Roosevelt ad Annapolis, Maryland. Effettuò una crociera di oltre 12000 miglia dai Caraibi a Portland (Oregon), passando per le isole Hawaii; subito dopo la conclusione di tale viaggio, ne intraprese un secondo con a bordo l'assistente del Segretario della Marina Henry Latrobe Roosevelt che visitò le Hawaii per scendere quindi a San Diego il 15 maggio 1935. Lo Houston si recò per breve tempo nelle acque dell'Alaska e il 25 giugno passò agli ordini del capitano di vascello Guy Evans Baker; quindi tornò a sud e il 3 ottobre, a Seattle, imbarcò una seconda volta il presidente per una lunga crociera di vacanza estiva che toccò l'isola Cedros, la Baia Maddalena (California), le isole Cocos e infine Charleston in South Carolina. L'incrociatore fece sbarcare il presidente e passò nuovamente il canale di Panama per presenziare all'inaugurazione del Golden Gate Bridge il 27 maggio 1937.
Il 16 luglio 1937 il capitano Baker cedette il posto al pari grado George Nathan Barker, che il 14 luglio 1938 accolse a bordo il presidente Roosevelt e accompagnò durante la rivista della marina statunitense che si tenne a San Francisco; quindi intraprese una terza crociera, questa volta nelle acque dell'America centrale che durò fino ad agosto. Il 19 settembre 1938 lo Houston fu eletto a nave ammiraglia della marina: mantenne questo status fino al 18 dicembre, quando ritornò in seno alla forza di perlustrazione. Il 4 gennaio 1939 prese parte all'esercitazione congiunta XX (fleet problem) che si svolse nell'Atlantico: partito da San Francisco, l'incrociatore fece tappa a Norfolk e poi a Key West, dove accolse a bordo per la quarta volta il presidente, accompagnato dal Chief of Naval Operations ammiraglio William Leahy. Terminata l'esercitazione, sbarcò i due passeggeri e il 7 aprile si ancorò per alcuni giorni a Houston; ripartì poi per Seattle dove arrivò il 30 maggio. Qui il 24 maggio il capitano Barker cedette l'incarico di comandante al pari grado Francis Cogswell.

### La seconda guerra mondiale

#### 1939-1941

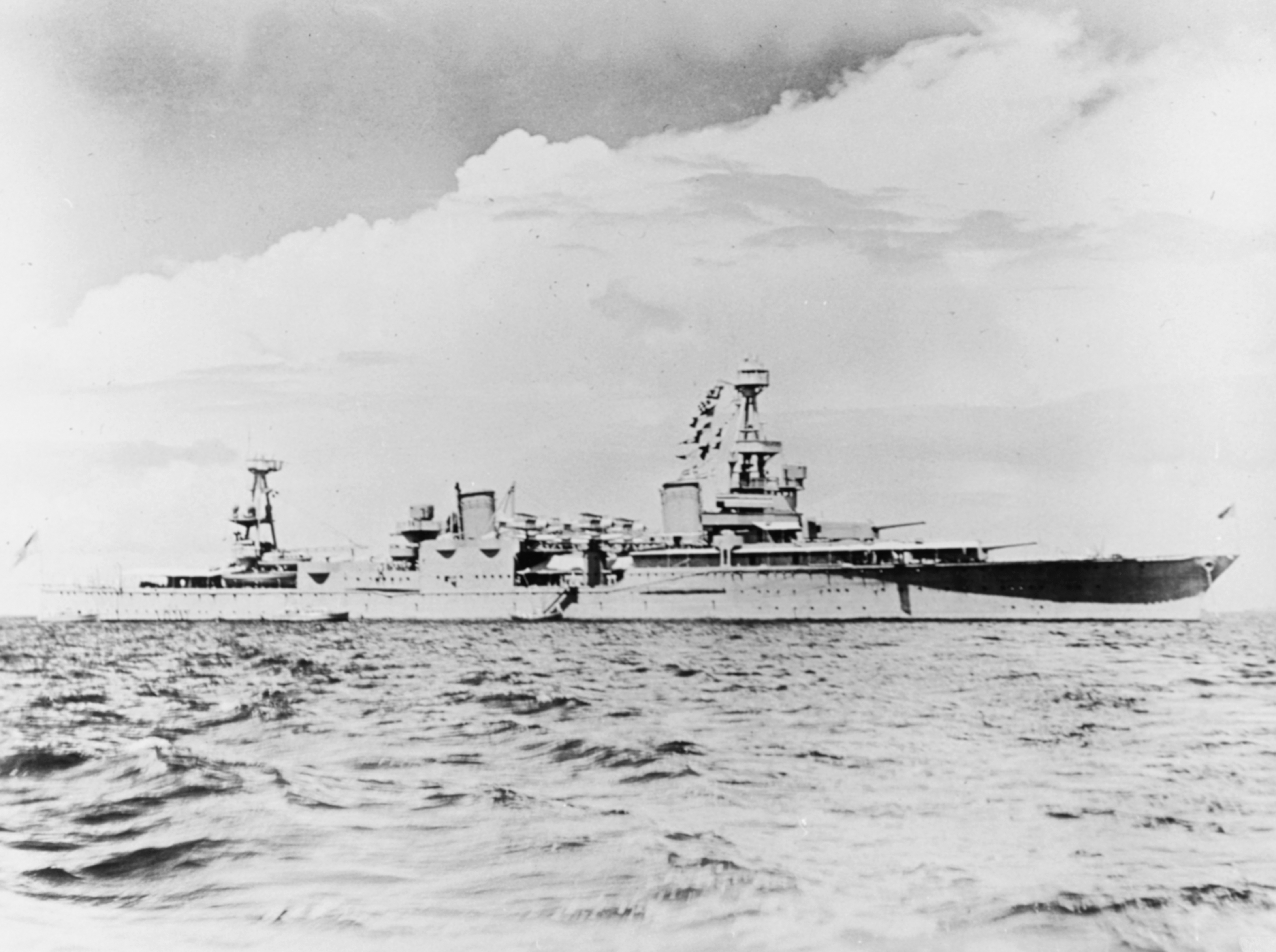
Lo Houston alla fonda nella baia di Manila, dopo il suo ritorno alle dipendenze dell'Asiatic Fleet

Il 1º settembre 1939 lo Houston si trovava in un cantiere della marina per approfondite revisioni, cui seguì una seconda crociera di collaudo ed esercitazioni che si concluse il 7 dicembre quando si ancorò a Pearl Harbor, principale base della Pacific Fleet. In questo lasso di tempo il capitano Cogswell aveva lasciato il comando il 22 settembre, che rimase vacante per circa tre settimane prima che, il 16 ottobre, fosse assunto dal capitano di vascello e futuro ammiraglio Jesse Oldendorf. Il 17 febbraio 1940 si trovava a Mare Island nello stato di Washington; tornato a Pearl Harbor, il 3 novembre salpò con destinazione le Filippine ed entrò nella baia di Manila il 19 novembre: fu selezionato dall'ammiraglio Thomas C. Hart, comandante in capo dell'Asiatic Fleet, come sua nave ammiraglia.
Con il passare dei mesi e il peggioramento generale sia della situazione internazionale, sia dei rapporti diplomatici con l'Impero giapponese, l'ammiraglio Hart mise la flotta in stato d'allerta. Il 4 dicembre 1941 lo Houston (che dal 30 agosto era agli ordini del capitano Albert Harold Rooks) arrivò a Iloilo nella provincia di Visayas Occidentale, dove fu rifornito di carburante; lasciò la base alle 06:30 del 7 dicembre 1941, poche ore prima che venisse colpita da un gruppo di bombardieri giapponesi, parte dell'11ª Flotta aerea schierata dall'Impero nipponico per colpire duramente le Filippine in contemporanea all'attacco di Pearl Harbor. Viste le distruzioni subite dagli arsenali e la disparità di forze (l'Asiatic Fleet disponeva allora dello Houston, dei due incrociatori leggeri USS Marblehead e USS Boise, di dodici cacciatorpediniere e trenta sommergibili non sempre recenti) l'ammiraglio Hart decise di ritirarsi con le proprie navi nelle Indie orientali olandesi, anch'esse sotto attacco: lo Houston salpò dall'isola di Panay. Nei giorni seguenti si unì all'incrociatore leggero Boise, ai cacciatorpediniere USS Stewart e John D. Edwards, alle petroliere di squadra USS Pecos e USS Trinity e alla portaerei USS Langley. La formazione fece quindi tappa il 15 dicembre nel porto di Balikpapan (Borneo sud-occidentale), passò per Soerabaja (Giava orientale) e infine approdò a Darwin in Australia il 28 dicembre.

#### 1942 e l'affondamento

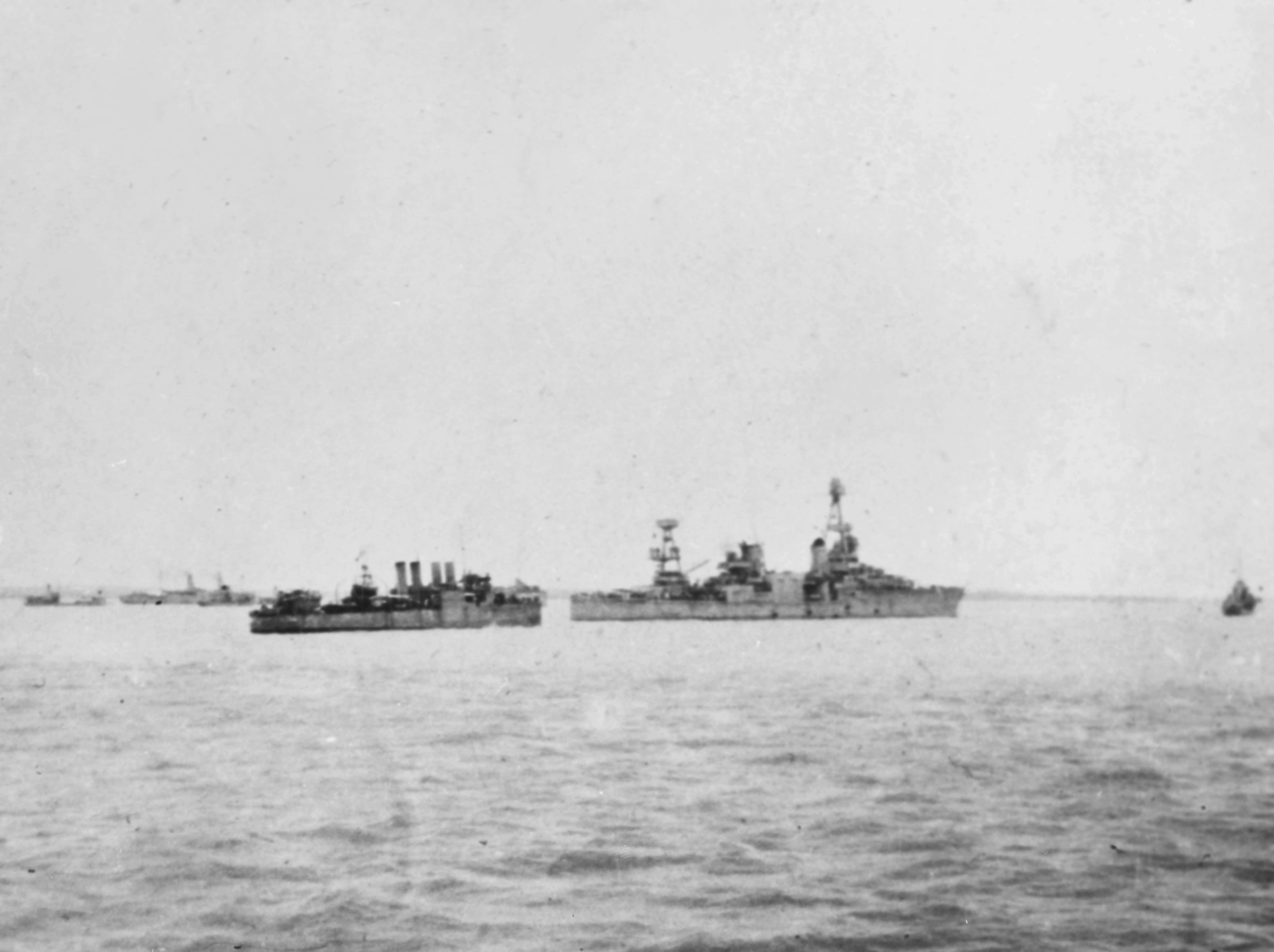
Lo Houston e il cacciatorpediniere a Darwin, poco prima di scortare il convoglio in aiuto di Timor. Il Peary fu distrutto dall'aviazione imbarcata giapponese durante il bombardamento di Darwin.

Da Darwin lo Houston condusse alcuni pattugliamenti, poi risalì a nord e fu integrato nell'eterogenea flotta alleata dipendente dal comando ABDA e basata a Soerabaja. Il 24 gennaio 1942 le forze da sbarco nipponiche al comando del contrammiraglio Shōji Nishimura sbarcarono sull'isola di Celebes a nord-est di Giava e conquistarono Kendari, quindi un distaccamento navale proseguì verso sud e poi ovest con obiettivo Makassar sulla costa meridionale. Il contrammiraglio olandese Karel Doorman, comandante in mare della flotta ABDA, lasciò il 4 febbraio Soerabaja con lo Houston, gli incrociatori leggeri Marblehead, Hr. Ms. De Ruyter (sua nave ammiraglia), Hr. Ms. Tromp e otto cacciatorpediniere per sventare lo sbarco giapponese; la formazione alleata fu però avvistata tra le isole Lombok e Kangean e subì vari attacchi aerei. Lo Houston abbatté quattro velivoli ma fu centrato in pieno da una bomba che rese inservibile la torre poppiera da 203 mm: l'ammiraglio Doorman si ritirò a Tanjung Priok con le sue navi eccetto il Marblehead che, molto danneggiato, lasciò il teatro di guerra per tornare negli Stati Uniti. Lo Houston tornò in Australia nei giorni seguenti e il 15 febbraio salpò per tornare nelle Indie olandesi come scorta a un piccolo convoglio navale che portava rinforzi all'isola di Timor. La giornata fu caratterizzata da qualche breve attacco aereo giapponese che non provocò perdite; il 16 febbraio invece si verificò una massiccia incursione che fu tuttavia frustrata dallo Houston e nessun trasporto fu affondato: in ultimo però la missione fu annullata poiché i giapponesi erano già sbarcati su Timor.

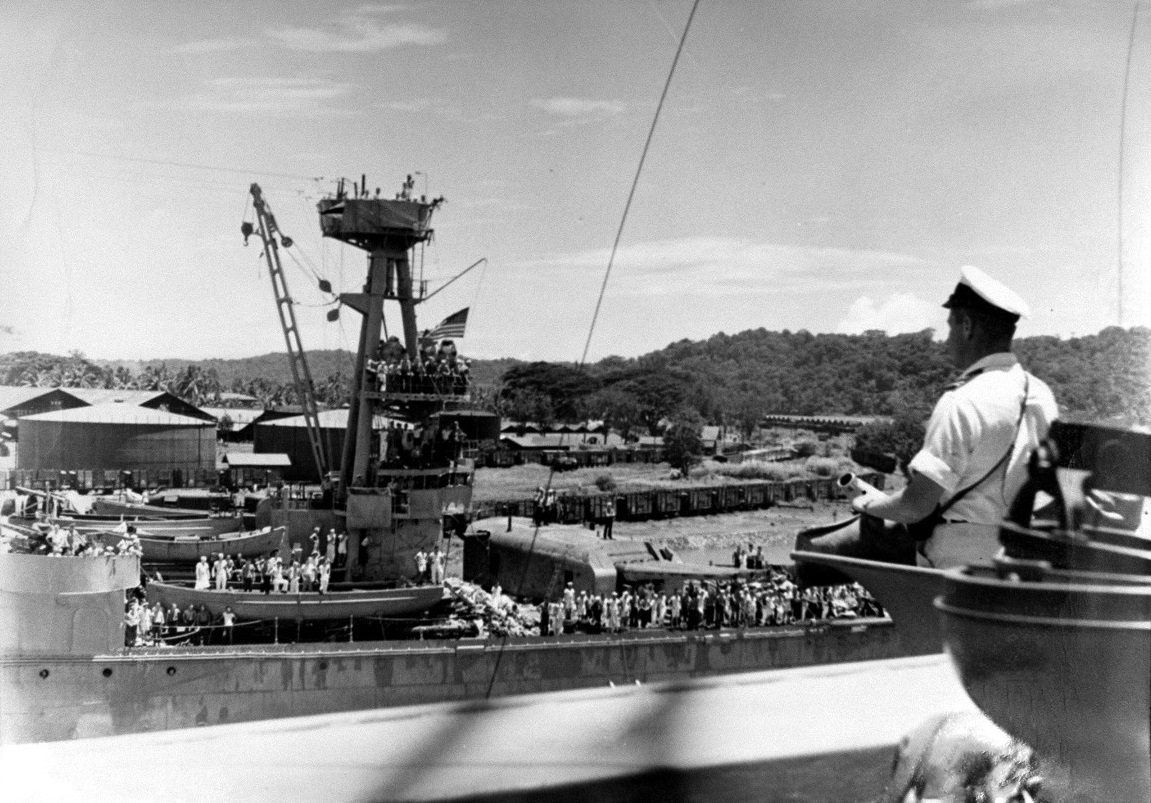
Lo Houston in porto il 6 febbraio 1942, due giorni dopo essere stato colpito da una bomba; la torre danneggiata è visibile in primo piano al centro

All'alba del 26 febbraio due idrovolanti Consolidated PBY Catalina e i sommergibili USS Saury, USS Seal e USS S-38 localizzarono la totalità delle forze navali giapponesi suddivise in tre distinte formazioni e dunque l'ammiraglio Conrad Helfrich, comandante in capo della flotta ABDA, ordinò al contrammiraglio Doorman di attaccare nella notte i convogli nipponici. Egli salpò alla testa di sedici unità (compreso lo Houston) che però non intercettarono alcuna nave giapponese e quindi la mattina del 27 Doorman decise di tornare a Soerabaja; tuttavia proprio mentre entrava nella rada ricevette comunicazione dall'ammiraglio Helfrich che forze avversarie erano state individuate a est dell'isola Bawean, circa 90 miglia a nord di Giava. L'ammiraglio Doorman ripartì in tutta fretta senza aver messo a punto alcun piano di battaglia: la formazione alleata presentava cinque incrociatori disposti in linea di fila (nell'ordine De Ruyter, HMS Exeter, Houston, HMAS Perth, Hr. Ms. Java) preceduti da tre cacciatorpediniere britannici (Electra, Encounter, Jupiter) e affiancati sulla sinistra da altri otto (Kortenaer, Witte de With, Evertsen olandesi e Alden,John D. Edwards, John D. Ford, Pope e Paul Jones statunitensi). Essa fu avvistata da un ricognitore alle 15:30 circa mentre faceva rotta a nord-nord-ovest, direzione dalla quale proveniva la forza da sbarco del contrammiraglio Nishimura protetta dalla scorta del contrammiraglio Takeo Takagi, forte di due incrociatori pesanti (Haguro, Nachi), due leggeri (Naka, Jintsu) e tredici cacciatorpediniere. Alle 16:15 gli incrociatori pesanti degli opposti schieramenti si scambiarono le prime bordate, dando inizio alla battaglia del Mare di Giava che si trascinò fino alle 18:15 provocando l'affondamento dei cacciatorpediniere Electra, Kortenaer e la ritirata dell'Exeter danneggiato; lo Houston sparò senza posa e terminò le munizioni delle torri di prua, che l'equipaggio dovette rifornire a mano attingendo dal deposito della torre poppiera fuori uso. L'ammiraglio Doorman simulò una ritirata verso sud per poi rimettere alle 18:30 la prua verso nord-ovest e tentare così di attaccare il convoglio giapponese occidentale, ma s'imbatté di nuovo negli incrociatori Nachi e Haguro. Il combattimento riprese e durò fino alle 23:25 circa, quando uno sciame di siluri lanciato dalle due unità giapponesi investì la formazione alleata: il Java e il De Ruyter furono colpiti e saltarono in aria; l'ammiraglio Doorman, prima di morire, dette ordine allo Houston e al Perth di ritirarsi senza raccogliere i naufraghi. I due incrociatori puntarono a sud e dopo mezzanotte a ovest verso Batavia.

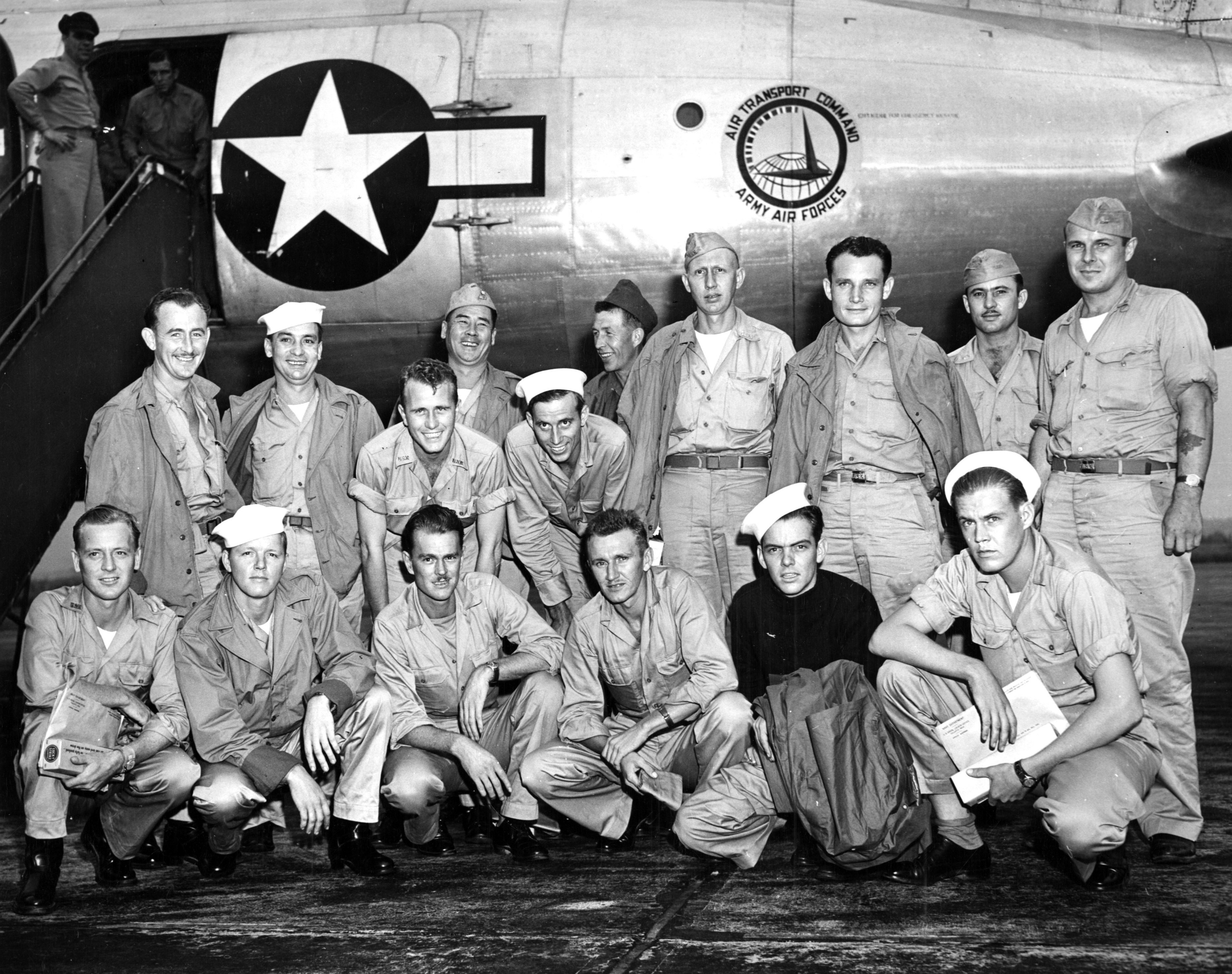
Alcuni dei membri dell'equipaggio dello Houston sopravvissuti alla prigionia

Lo Houston e il Perth si fermarono a Tandjong Priok quando nel pomeriggio ricevettero istruzioni di abbandonare l'ancoraggio, attraversare lo stretto della Sonda e raggiungere Tjilatjap sulla costa meridionale di Giava: l'ammiraglio Helfrich aveva deciso di concentrare in quel porto tutte le navi superstiti, di comune accordo con i contrammiragli Arthur Palliser e William Glassford. I due incrociatori partirono alle 19:30 e assunsero una rotta rasente la costa per minimizzare i rischi d'essere individuati; impegnare battaglia sarebbe stato infatti troppo pericoloso a causa della superiorità numerica giapponese e anche perché lo Houston aveva ormai solo cinquanta proietti per cannone. Il capitano Rooks decise con il comandante del Perth di penetrare nel golfo di Bantein, sfruttare l'isola di Panjang come schermo e imboccare da est lo stretto, sempre sottocosta. Alle 22:40 furono tuttavia avvistati, ignari, dal cacciatorpediniere Fubuki mentre entravano nel golfo, dove sorpresero il gruppo occidentale di trasporti giapponesi intento nello sbarco; iniziarono a cannoneggiarlo ma dovettero eseguire una brusca manovra per evitare nove siluri lanciati dal Fubuki, avvistato solo alle 23:15 e che aveva dato l'allarme. I due incrociatori uscirono a tutta velocità dal golfo con rotta nord-nord-ovest cozzando attorno alle 23:45 contro due incrociatori pesanti (Mikuma e Mogami) e l'incrociatore leggero Natori con dieci cacciatorpediniere che chiudevano l'ingresso dello stretto; il Perth nell'arco di venti minuti fu colpito da quattro siluri e affondato da una gragnola di proietti. Lo Houston proseguì verso nord e riuscì a danneggiare sia il cacciatorpediniere Harukaze, sia il Mikuma ma era braccato da tutte le unità nipponiche. Alle 00:10, investito da una salva che provocò gravi distruzioni, rallentò subito; appena pochi minuti più tardi un siluro esplose verso prua devastando la centrale di tiro, altri tre ordigni arrecarono gravi danni al dritto di prua e la torre numero due da 203 mm esplose. Alle 00:25, con l'incrociatore sempre più basso sull'acqua e crivellato di colpi, il capitano Rooks fece appena in tempo a dare ordine di abbandonare la nave prima di essere ucciso da una granata, che centrò in pieno la plancia. Alle 00:45 lo Houston, abbandonato, fu sventrato da una grande esplosione, si inclinò su un fianco e affondò. Le coordinate esatte del luogo dell'affondamento sono 5°48′45″S 106°07′55″E.
Ci furono soltanto 368 sopravvissuti tra l'equipaggio, compresi ventiquattro uomini del distaccamento marine di bordo, formato da settantacinque soldati: la gran parte dei naufraghi fu fatta prigioniera e il Giappone li inviò in Birmania, dove lavorarono in condizioni misere alla costruzione dell'omonima ferrovia. Settantasette morirono di inedia o malattie e, dopo la fine della seconda guerra mondiale e la liberazione, resero di pubblico dominio la storia dello Houston, che fino ad allora non era nota nei particolari.

## Riconoscimenti
L'incrociatore pesante Houston fu insignito di due Battle star e di una Presidential Unit Citation per il servizio reso durante la guerra. Il capitano Rooks, deceduto nell'affondamento dell'incrociatore, fu decorato postumo con la Medal of Honor.